# Eurytoma nippon
Eurytoma nippon är en stekelart som beskrevs av Girault 1916. Eurytoma nippon ingår i släktet Eurytoma och familjen kragglanssteklar. Inga underarter finns listade i Catalogue of Life.